# Jack Campbell
Jack Campbell (Sídney, 2 de noviembre de 1970) es un actor australiano, más conocido por haber interpretado a Jack Taylor en la serie All Saints.

## Biografía
Jack nació en Australia y creció en una granja de ganado y trigo en las montañas Warrumbungles, cerca de Sídney; es el más chico de tres hermanos. Cuando tenía 20 años su padre murió en un accidente de coche y junto a sus dos hermanos dejaron la granja.
En 2000 se fue a Nueva York a estudiar al Cay Michael Pattern Acting Studio por tres años. En su tiempo libre disfruta de la compañía de sus amigos, crear música, jugar tenis y golf.

## Carrera
Entre 1990 y 1992 apareció como invitado en series como A Country Practice y Police Rescue. En 1993 apareció en su primera película The Nostradamus Kid, donde dio vida a McAlister. En 1996 se unió al programa neozelandés City Life, donde interpretó a Aaron Kellett. En 1998 interpretó a Alexim en la serie The Legend of William Tell y al doctor Daniel Buchanan en Shortland Street, papel que volvió a interpretar en 1999 y en 2001.
En 2006 apareció en tres episodios de la serie Maddigan's Quest. En 2007 apareció en el documental dramático The Catalpa Rescue, donde interpretó al capitán Anthony. También apareció en la película Devil's Gateway y ese mismo año se unió al elenco de la película estadounidense Gabriel, donde interpretó al arcángel Rafael. En 2007 se unió a la aclamada serie australiana All Saints, donde interpretó al fuerte y apasionado doctor Jack Taylor hasta el final del programa en 2009. Por su interpretación en 2008 fue nominado a un premio logie por "mejor nuevo talento masculino". Ese mismo año obtuvo un papel secundario en la película Gabriel, donde volvió a interpretar al arcángel Rafael.
En 2010 se unió como personaje recurrente a la serie australiana Home and Away, donde interpretó al terapeuta Michael Patton. El mismo año se unió a la segunda serie de Discover Tasmania, donde es coanfitrión junto a Fast Ed. En 2011 apareció en la película para la televisión Underbelly: Razor, donde interpretó al criminal Jim Devine. En noviembre de 2013, apareció como un guardia de seguridad de un aeropuerto en un clip promocional de los premios "MTV's European Music Awards" junto a Redfoo y Miley Cyrus. En 2016 se anunció que Jack se había unido al elenco de la miniserie House of Bond.

## Filmografía

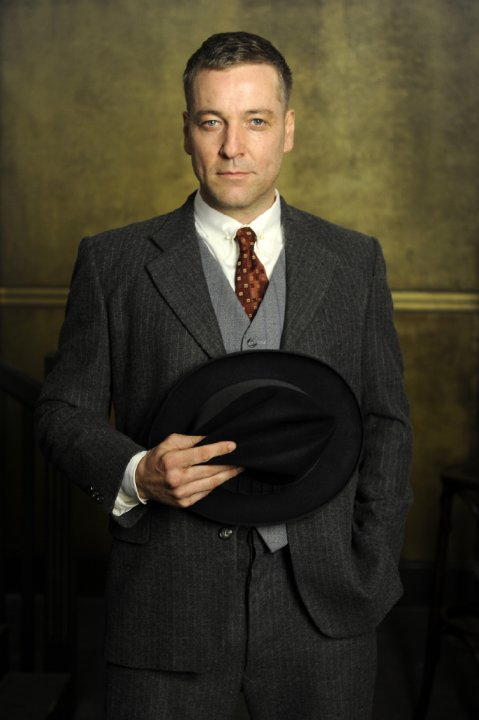
Jack como Jim "Big Jim" Devine de la serie "Underbelly: Razor" en 2011.

### Series de televisión
| Año               | Título                     | Personaje            | Notas                                |
| ----------------- | -------------------------- | -------------------- | ------------------------------------ |
| 2017              | House of Bond              | John Bertrand        | 2 episodios - miniserie              |
| 2011              | Underbelly: Razor          | Jim "Big Jim" Devine | 13 episodios                         |
| 2011              | Sea Patrol                 | Garth Davidson       | episodio "Saving Ryan"               |
| 2010              | Home and Away              | Michael Patton       | 7 episodios                          |
| 2007 - 2009       | All Saints                 | Dr. Steve Taylor     | 90 episodios                         |
| 2006              | Maddigan's Quest           | Ferdy                | 3 episodios                          |
| 1998 - 1999, 2001 | Shortland Street           | Dr. Daniel Buchanan  | -                                    |
| 1998              | The Legend of William Tell | Alexim               | episodio "Darkness and Light"        |
| 1996 - 1998       | City Life                  | Aaron Kellett        | 26 episodios                         |
| 1992              | Police Rescue              | Mark Orland          | episodio "Sugar"                     |
| 1990              | A Country Practice         | Red                  | episodio "The Golden Fleece: Part 1" |

### Películas
| Año  | Título              | Personaje       | Notas                                                                                             |
| ---- | ------------------- | --------------- | ------------------------------------------------------------------------------------------------- |
| 2010 | Burning Man         | Ian             | junto a Matthew Goode, Bojana Novakovic, Essie Davis, Rachel Griffiths, Kerry Fox & Anthony Hayes |
| 2011 | Liv                 | Mitch           | corto - junto a Guy Edmonds                                                                       |
| 2010 | Venus Man Trap      | Jim             | junto a Allison Cratchley & Ben Wood                                                              |
| 2007 | Gabriel             | Arc Raphael     | junto a Andy Whitfield, Samantha Noble, Valentino del Toro & Amy Mathews                          |
| 2007 | The Catalpa Rescue  | Capitán Anthony | también conocido como "The Irish Rescue"                                                          |
| 2007 | Devil's Gateway     | Derek Rant      | -                                                                                                 |
| 1993 | The Nostradamus Kid | McAlister       | junto a Noah Taylor, Miranda Otto & Colin Friels                                                  |

### Apariciones
| Año             | Programa          | Notas                                                        |
| --------------- | ----------------- | ------------------------------------------------------------ |
| 2010 - presente | Discover Tasmania | co-presentador junto a Ed Halmagyi                           |
| 2008 - 2009     | Telethon          | episodio del 4 de octubre de 2008 y del 4 de octubre de 2009 |

### Teatro
| Año  | Obra                      | Personaje | Director (a)   | Teatro        | Notas                                             |
| ---- | ------------------------- | --------- | -------------- | ------------- | ------------------------------------------------- |
| 1992 | Six Degrees of Separation | -         | Wayne Harrison | Drama Theatre | junto a Matt Day, Bruce Hughes & Felix Williamson |

## Premios y nominaciones
| Año  | Categoría                    | Premio      | Serie/Película      | Resultado |
| ---- | ---------------------------- | ----------- | ------------------- | --------- |
| 2008 | Most Popular New Male Talent | Logie Award | All Saints          | Nominado  |
| 1993 | Best Supporting Actor        | AFC Award   | The Nostradamus Kid | Nominado  |